# Göpfersdorf
Göpfersdorf là một đô thị thuộc huyện Altenburger Land, trong bang Thüringen, Đức. Đô thị Göpfersdorf có diện tích 5,92 km².